# Arturo Segado
Arturo Segado Muñoz (Andújar, Jaén, España, 17 de abril de 1997) es un centrocampista español que juega actualmente en el Club Deportivo Toledo, de la Segunda División RFEF.

## Biografía
Segado se formó en la cantera del Málaga C.F., como blanquiazul fue campeón tanto en cadete como en juvenil, en Liga Nacional y División de Honor, hasta debutar en el C.At. Malagueño de Tercera División de España en la temporada 2014-15. 
En la temporada 16-17 en las filas del C.At. Malagueño de Tercera División de España jugó 34 partidos y anotó un gol. Durante la temporada el jugador jienense fue capitán del equipo juvenil debutante en la UEFA Youth League. Al finalizar la temporada, rescindió su contrato con el club malacitano.
Posteriormente, Segado firmó un contrato de 3 temporadas con el Deportivo Alavés (1ª División), siendo cedido al club convenido croata del N.K. Rudes (Prva HNL), donde debutó en la derrota 3-2 frente al G.N.K. Dinamo Zagreb. Tras la ruptura del acuerdo entre los dos clubes en verano de 2018, el centrocampista de Andújar recaló en el N.K. Istra 1961 (Prva HNL), cuyo nuevo propietario es el Deportivo Alavés.
En las filas del NK Istra 1961, disputó la mitad de la temporada 2018-19 hasta que firmó por el Real Club Deportivo Fabril en el que jugó 9 partidos en Segunda División B de España. Al descender a Tercera División finalizó su contrato con el conjunto herculino.
En agosto de 2019 llega al Club Deportivo Badajoz de la Segunda División B de España en el que tendría ficha del filial aunque formaría parte del primer equipo.
En enero de 2020, el centrocampista es cedido al Asociación Deportiva Mérida de la Segunda División B de España hasta el final de la temporada.
En julio de 2020, ficha por la Sociedad Deportiva Leioa de la Segunda División B de España.
En junio de 2021, ficha por el Club Deportivo Toledo, de la Segunda División RFEF.

## Clubes
| Club                                 | País    | Año               |
| ------------------------------------ | ------- | ----------------- |
| C.At. Malagueño                      | España  | 2016 - 2017       |
| N.K. Rudes (Cedido)                  | Croacia | 2017 - 2018       |
| NK Istra 1961 (Cedido)               | Croacia | 2018 - 2019       |
| Real Club Deportivo Fabril           | España  | 2019              |
| Club Deportivo Badajoz               | España  | 2019 - 2020       |
| Asociación Deportiva Mérida (Cedido) | España  | 2020              |
| Sociedad Deportiva Leioa             | España  | 2020 - 2021       |
| CD Toledo                            | España  | 2021 - actualidad |